# 獨立門
獨立門（：／ Dongnimmun */?）是一座位于韓國首爾特別市西大門獨立公園裡的凯旋门，高14.28公尺、宽11.48公尺，由1,850块花崗岩建造而成，设计者是沈宜锡。该建筑是韓國政府指定的史蹟第32号（1963年1月21日颁布）。
独立门由早期韩国独立运动政治家徐载弼创办的独立协会募捐建成，建築原型參考巴黎凯旋门设计，用于象征朝鲜独立。工程于1896年11月21日开工建设，1897年11月20日完成。后来于1979年搬迁到现时的位置，位于原来位置的西北70米处。独立门旁边建有徐载弼的塑像。